# Lidia Quaranta
Lidia Quaranta (6 de marzo de 1891-5 de marzo de 1928) fue una actriz cinematográfica italiana de la época del cine mudo.

## Biografía
Su nombre completo era Lidia Gemma Mattia Quaranta, y nació en Turín, Italia. Comenzó su carrera interpretativa como actriz teatral, en la compañía de Dante Testa. En 1910, junto a su hermana Letizia, fue contratada por los estudios Itala Film, pero su debut cinematográfico se produjo ese mismo año con el cortometraje L'ignota, producido por'Aquila Films. 
1914 fue el año de su consagración artística, trabajando en el film Cabiria, que le dio notoriedad internacional.
Entre 1915 y 1920 fue protagonista de diversos filmes de otros estudios, de entre los cuales destaca I tre sentimentali. Tras esta cinta pasó al Estudio Fert, para el cual actuó en algunas producciones. 
Lidia Quaranta falleció en 1928 en Turín, a causa de una neumonía. Tenía 36 años de edad.

## Selección de su filmografía
- L'ignota, dirigida por Edoardo Bencivenga (1910)
- I cavalieri della morte, dirigida por Edoardo Bencivenga (1910)
- Maria Bricca, dirigida por Edoardo Bencivenga (1910)
- Clio e Filete, dirigida por Oreste Mentasti (1911)
- I misteri della psiche, dirigida por Vincenzo Denizot (1912)
- Come una sorella, dirigida por Vincenzo Denizot (1912)
- Padre, dirigida por Dante Testa e Gino Zaccaria (1912)
- I segreti dell'anima, dirigida por Vincenzo Denizot (1912)
- Fra ruggiti di belve, dirigida por Alberto Degli Abbati (1913)
- Tigris, dirigida por Vincenzo Denizot (1913)
- Lo scomparso, dirigida por Dante Testa (1913)
- Addio giovinezza!, dirigida por Nino Oxilia (1913)
- Cabiria, dirigida por Giovanni Pastrone (1914)
- I pericoli dei travestimenti, dirigida por Émile Vardannes (1914)
- Un dramma tra le belve, dirigida por Amleto Palermi (1915)
- Sul campo dell'onore, dirigida por Amleto Palermi (1915)
- Beffa di Satana, dirigida por Telemaco Ruggeri (1915)
- Il romanzo di un atleta, dirigida por Vittorio Rossi Pianelli (1915)
- Paolina, dirigida por Vitale De Stefano (1915)
- Somiglianza funesta, dirigida por Telemaco Ruggeri (1916)
- Nel vortice del peccato, dirigida por Telemaco Ruggeri (1916)
- Il romanzo della morte, dirigida por Telemaco Ruggeri (1916)
- Il velo squarciato, dirigida por Telemaco Ruggeri (1917)
- La più dolce corona dirigida por Mario Ceccatelli (1917)
- Il gioiello sinistro, dirigida por Eleuterio Rodolfi (1917)
- Le due orfanelle di Torino, dirigida por Giovanni Casaleggio (1918)
- Venere propizia, dirigida por Romolo Bacchini (1919)
- Fiamma!, dirigida por Ettore Piergiovanni (1920)
- I tre sentimentali, dirigida por Augusto Genina (1921)
- Treno di piacere, dirigida por Luciano Doria (1923)
- Voglio tradire mio marito, dirigida por Mario Camerini (1925)